# Nisha Mohota
Nisha Mohota (13 d'octubre de 1980) és una jugadora d'escacs de l'Índia, que té el títol de Mestre Internacional (2011) així com de Gran Mestre Femení (2003).
A la llista d'Elo de la FIDE de l'agost de 2015, hi tenia un Elo de 2259 punts, cosa que en feia la jugadora número 13 femenina de l'Índia. El seu màxim Elo va ser de 2416 punts, a la llista d'octubre de 2007 (posició 2119 al rànquing mundial).

## Resultats destacats en competició
Ha guanyat en dues ocasions el campionat femení de l'Índia els anys 2005 i 2014.